# Powiat Kluczborski
Der Powiat Kluczborski ist ein Powiat (Kreis) in der polnischen Woiwodschaft Opole mit der Kreisstadt Kluczbork (Kreuzburg). Der Powiat hat eine Fläche von 851,59 km², auf der rund 70.000 Einwohner leben.

## Städte und Gemeinden
Der Powiat umfasst vier Gemeinden, davon drei Stadt-und-Land-Gemeinden, deren gleichnamige Hauptorte das Stadtrecht besitzen, sowie eine Landgemeinde.
Einwohnerzahlen vom 31. Dezember 2020

### Stadt-und-Land-Gemeinden
- Byczyna (Pitschen) – 9170
- Kluczbork (Kreuzburg O.S.) – 35.724
- Wołczyn (Konstadt am Stober) – 13.329

### Landgemeinde
- Lasowice Wielkie / Groß Lassowitz – 6803

Die Gemeinde Lasowice Wielkie ist seit 2006 kraft Gemeinderatsbeschluss offiziell zweisprachig, da der deutsche Bevölkerungsanteil in dieser Gemeinde über 20 % ausmacht.

## Politik
Die Kreisverwaltung wird von einem Starosten geleitet. Seit 2018 ist dies Mirosław Birecki vom Wahlkomitee „Kluczborski Land“.

### Kreistag
Der Kreistag besteht aus 17 (bis 2024: 19) Mitgliedern, die von der Bevölkerung gewählt werden. Die turnusmäßige Wahl 2024 brachte folgendes Ergebnis:
- Wahlkomitee „Kluczborski Land“ 34,1 % der Stimmen, 7 Sitze
- Prawo i Sprawiedliwość (PiS) 22,9 % der Stimmen, 4 Sitze
- Trzecia Droga (TD) 18,3 % der Stimmen, 2 Sitze
- Wahlkomitee der Region Kluczborski 14,1 % der Stimmen, 2 Sitze
- Wahlkomitee „Von hier kommen wir“ 10,3 % der Stimmen, 2 Sitze

Die turnusmäßige Wahl 2018 brachte folgendes Ergebnis:
- Wahlkomitee „Kluczborski Land“ 30,3 % der Stimmen, 7 Sitze
- Polskie Stronnictwo Ludowe (PSL) 26,3 % der Stimmen, 5 Sitze
- Prawo i Sprawiedliwość (PiS) 22,6 % der Stimmen, 4 Sitze
- Koalicja Obywatelska (KO) 13,4 % der Stimmen, 3 Sitze
- Wahlkomitee Deutsche Minderheit 4,2 % der Stimmen, kein Sitz
- Wahlkomitee Stanisław Konarski 3,2 % der Stimmen, kein Sitz

### Partnerschaften
Der Powiat unterhält seit 2000 eine Partnerschaft mit dem Landkreis Bad Dürkheim in Rheinland-Pfalz. Der frühere Landrat von Bad Dürkheim, Georg Kalbfuß, wurde 2002 zum Ehrenbürger des Powiats ernannt.